# 星際叛將：歐西里斯之子
《星際叛將：歐西里斯之子》（英語：Science Fiction Volume One: The Osiris Child，或簡稱）是一部2016年澳大利亞科幻冒險動作片，由薛恩·艾比執導和監製，並與布萊恩·卡夏共同編劇。
電影主演包括凱蘭·魯茲、丹尼爾·麥佛森、伊莎貝拉·盧卡斯、盧克·福特、瑞秋·葛瑞菲斯、泰姆拉·莫里森、泰根·克羅夫特和黃芝琪。
《星際叛將：歐西里斯之子》2016年9月24日在美國的奇幻電影節上首映，2017年4月21日在澳大利亞的黃金海岸上映，而澳大利亞則於2017年5月18日廣泛上映。

## 劇情
在星際殖民的未來世代，人類已經發展出環境改造技術，殖民環境惡劣的星球不是夢想，然而，環境改造技術受限於當地生態系的反撲，無法大規模推展。地球軍事承包商「艾克索」在殖民地的監獄利用囚犯做實驗，試圖培養出一種可以快速消滅星球原生生態系的生物兵器。怪物的培養很順利，但是事情卻出了極為嚴重的差錯。賽·羅姆布勒克，監獄中的囚犯之一，利用了監獄電力系統的漏洞試圖逃獄，卻將怪物也一起放了出來。怪物殺光了整個監獄的活人，賽與兩個同夥則利用偽造的的證件成功脫逃。繼續待在殖民地只是死路一條，在尋找脫困方法的途中，賽遇見了為艾克索工作的肯恩·薩默維爾中尉。肯恩與賽交換條件，賽協助肯恩營救他的小女兒英笛；肯恩則提供一個安全的庇護所。背景相違的兩人必須與時間賽跑，除了躲避艾克索派出的精銳追兵追捕，賽等人還要面臨潛藏於星球上的暴動人群、怪物和陷阱。

## 演員
- 凱蘭·魯茲飾演賽·羅姆布勒克
- 丹尼爾·麥佛森（英语：Daniel MacPherson）飾演肯恩·薩默維爾中尉
- 伊莎貝拉·盧卡斯飾演吉普
- 盧克·福特飾演比爾
- 瑞秋·葛瑞菲斯（英语：Rachel Griffiths）飾演蕾恩斯將軍
- 泰姆拉·莫里森飾演典獄長摩爾戴恩
- 泰根·克羅夫特飾演英笛·薩默維爾
- 黃芝琪飾演珍迪
- 路克·漢斯沃飾演塔拉維克

## 製作
電影的主要拍攝地為新南威爾斯州。《星際叛將：歐西里斯之子》的特效為《星際異攻隊2》（2017年）和《鋼鐵英雄》的幕後團隊所製作。

## 發行
《星際叛將：歐西里斯之子》最先於2016年9月24日在奇幻電影節上放映，並於2017年4月21日在澳大利亞的黃金海岸首映，於2017年5月18日才會在澳大利亞廣泛上映。

### 評價
爛番茄根據17條評論，該片持有61%的新鮮度，平均得分為6.1／10。

## 外部連結
- 互联网电影数据库（IMDb）上《星際叛將：歐西里斯之子》的资料（英文）
- 爛番茄上《星際叛將：歐西里斯之子》的資料（英文）
- AllMovie上《星際叛將：歐西里斯之子》的资料（英文）
- 開眼電影網上《星際叛將：歐西里斯之子》的資料（繁體中文）
- 豆瓣电影上《星際叛將：歐西里斯之子》的資料 （简体中文）
- 时光网上《星際叛將：歐西里斯之子》的資料（简体中文）